# Primtalskusin
Två primtal är primtalskusiner om differensen mellan dem är 4. Jämför med primtalstvilling. 
Primtalskusinerna (följder  A023200 och  A046132 i OEIS) under 1000 är:
(3, 7), (7, 11), (13, 17), (19, 23), (37, 41), (43, 47), (67, 71), (79, 83), (97, 101), (103, 107), (109, 113), (127, 131), (163, 167), (193, 197), (223, 227), (229, 233), (277, 281), (307, 311), (313, 317), (349, 353), (379, 383), (397, 401), (439, 443), (457, 461), (463, 467), (487, 491), (499, 503), (613, 617), (643, 647), (673, 677), (739, 743), (757, 761), (769, 773), (823, 827), (853, 857), (859, 863), (877, 881), (883, 887), (907, 911), (937, 941), 967, 971)

## Egenskaper
Det enda primtalet som är en del av två par primtalskusiner är 7. Ty ett av talen n, n+4, n+8 är alltid delbart med 3, så n = 3 är det enda tal för vilket alla dessa tre tal är primtal.
Maj 2009 är de största kända kusinprimtalen (p, p + 4) för
p = (311778476 · 587502 · 9001# · (587502 · 9001# + 1) + 210)·(587502 · 9001# − 1)/35 + 1
där 9001# betecknar primorial. Den upptäcktes av Ken Davis och har 11594 siffror.